# Шпонринг, Кристине
Кристине Шпонринг (нем. Christine Sponring; род. 22 июня 1983, Швац) — австрийская горнолыжница, успешно выступавшая в слаломе, супергиганте, комбинации и скоростном спуске. Представляла сборную Австрии по горнолыжному спорту в 1998—2008 годах, бронзовая призёрка чемпионата мира, серебряная и дважды бронзовая призёрка этапов Кубка мира, обладательница Кубка Европы, участница зимних Олимпийских игр в Солт-Лейк-Сити.

## Биография
Кристине Шпонринг родилась 22 июня 1983 года в городе Швац земли Тироль, Австрия. Проходила подготовку в Верберге в местном одноимённом клубе WSV Weerberg.
Начиная с 1998 года постоянно находилась в составе австрийской национальной сборной, принимала участие в различных соревнованиях, проводившихся под эгидой Международной федерации лыжного спорта.
В 2000 году выступила на чемпионате мира среди юниоров, где в числе прочего завоевала бронзовую медаль в программе скоростного спуска. Год спустя на аналогичных соревнованиях в Швейцарии одержала победу в слаломе, тогда же дебютировала в зачёте Кубка мира и Кубка Европы, побывала на взрослом чемпионате мира в Санкт-Антоне, откуда привезла награду серебряного достоинства, полученную в комбинации — пропустила вперёд только титулованную немку Мартину Эртль-Ренц.
Благодаря череде удачных выступлений удостоилась права защищать честь страны на зимних Олимпийских играх 2002 года в Солт-Лейк-Сити. В слаломе шла двадцатой после первой попытки, но во второй попытке не финишировала и не показала никакого результата. В комбинации так же сошла с дистанции.
В 2003 году выступила на мировом первенстве в Санкт-Морице, где финишировала в скоростном спуске восьмой.
На чемпионате мира 2007 года в Оре показала шестнадцатый результат в программе супергиганта.
Впоследствии оставалась действующей спортсменкой вплоть до 2008 года. В течение своей спортивной карьеры Шпонринг в общей сложности 14 раз поднималась на подиум различных этапов Кубка Европы, в том числе 12 этапов выиграла. В одном из сезонов была лучшей в итоговом зачёте скоростного спуска. Результаты в Кубке мира у неё скромнее — имеет в послужном списке одну серебряную и две бронзовые медали. Является, помимо всего прочего, трёхкратной чемпионкой Австрии по горнолыжному спорту.
Награждена серебряным крестом почётного знака «За заслуги перед Австрийской Республикой» (2001).